# Jugendstilreihenhäuser in Brunn am Gebirge

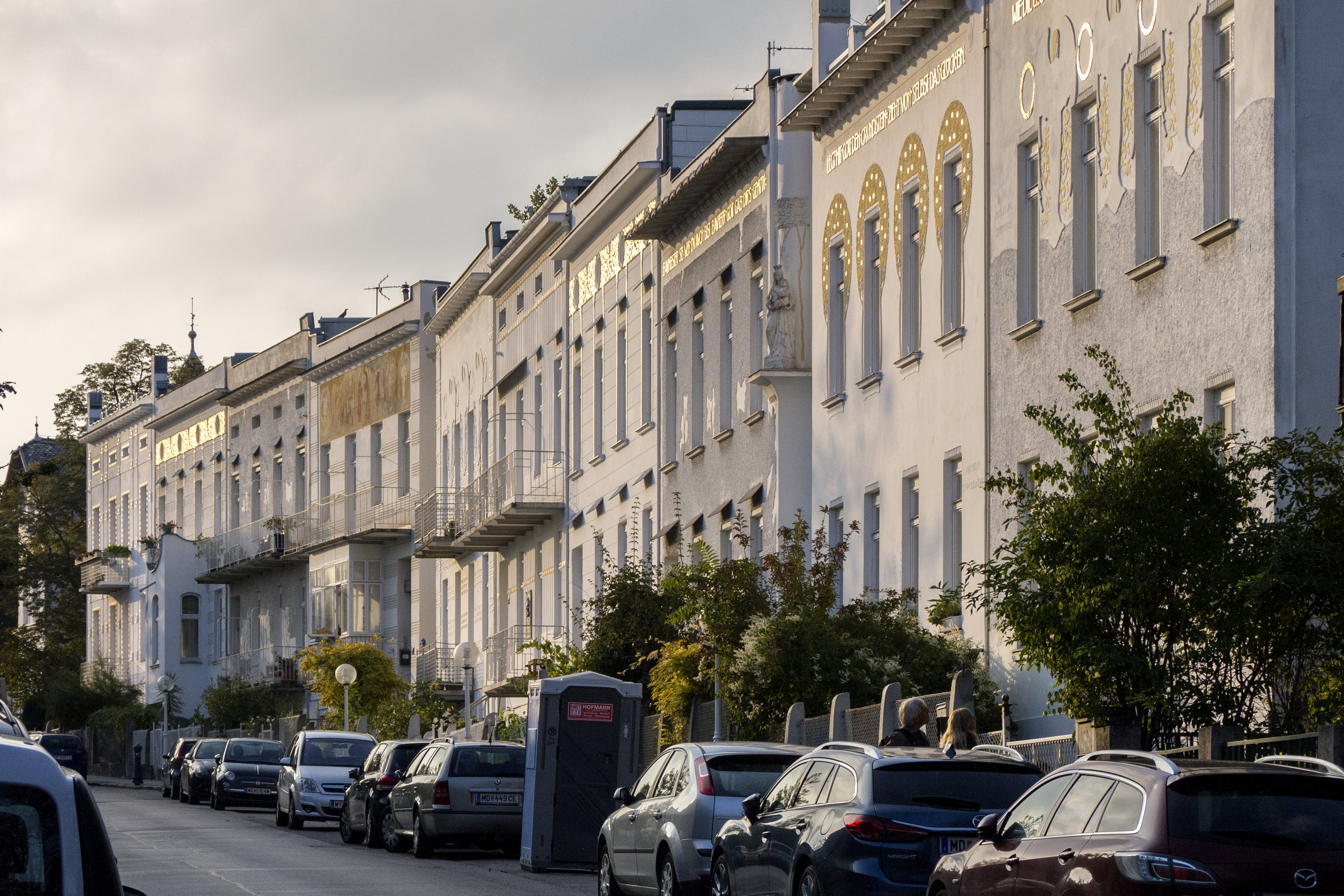
Jugendstil-Ensemble in der Franz-Keim-Gasse

Die Jugendstilreihenhäuser in Brunn am Gebirge gelten als das einheitlichste Ensemble im Stil der Wiener Secession. Die Häuser stehen in der Franz-Keim-Gasse (Hausnummern 4–22) in Brunn am Gebirge im niederösterreichischen Bezirk Mödling. Die Gebäude stehen einzeln unter Denkmalschutz (vgl. Liste der denkmalgeschützten Objekte in Brunn am Gebirge).

## Geschichte
Sepp Hubatsch errichtete ab 1902 am Ortsrand von Brunn am Gebirge als Bauherr ein Ensemble von zehn Zweifamilienhäusern. Als Baugrund standen ihm Weingärten in der Umgebung seines Hauses in Maria Enzersdorf zur Verfügung. Zwei der Gebäude verblieben in seinem Besitz.

## Beschreibung

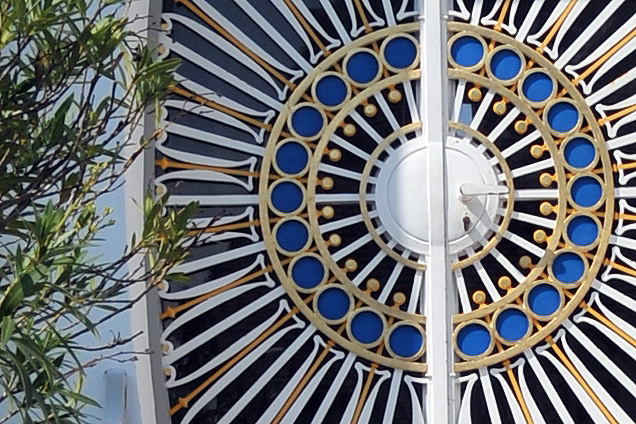
Detail von Haus Nr. 6

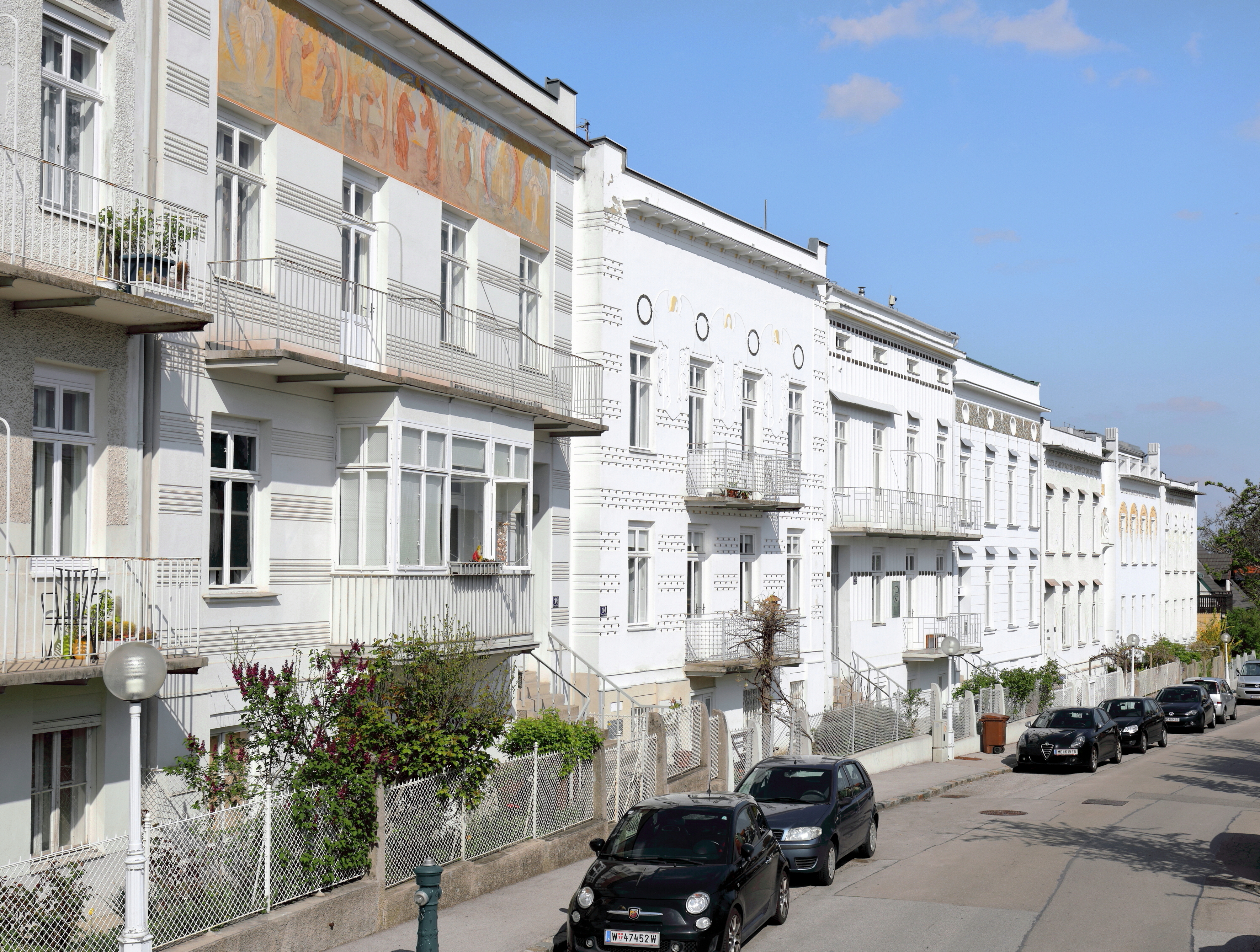
Wohn- und Sterbehaus Nr. 16 von Sepp Hubatsch und Haus Nr. 14, das er zuvor bewohnte

Alle Gebäude sind in etwa gleich breit und vertikal durch vier Fensterachsen gegliedert. Sie wirken trotz der ansteigenden Führung der Gasse aufgrund von unterschiedlich hohen Souterraingeschoßen gleich hoch. Sie wurden für jeweils zwei Familien konzipiert. Innerhalb dieses einheitlichen Grundrisses wurde jedes Haus individuell gestaltet. Die Fassaden sind durch vegetabile Ornamente und geometrische Motive dekoriert.
In einer ersten Bauphase wurden zwischen 1902 und 1903 die Häuser Nr. 4 bis 8 im Ornamentstil der Wiener Secession errichtet, sie sind noch ohne Balkone. In ihnen wird durch ein Engelsfries, eine Marienstatue am Haus Nummer 8 sowie Inschriftenfriese unter der Dachtraufe mit Sinnsprüchen an allen drei Häusern eine religiöse Programmatik ausgedrückt.
Während in der ersten Phase die vegetabilen Ornamente stärker ausgeprägt waren, dominieren in der zweiten Bauphase, die ab 1906 umgesetzt wurde, geometrische Gliederungselemente wie Putzstreifen und Quadratraster.
An den Häusern Nummer 4 und 14 wiederholt sich das Motiv des Engelfrieses, da diese Gebäude zwischen 1908 und 1912 das Ensemble begrenzten. Das Motiv an Haus Nr. 8 ist ebenfalls symmetrisch an dem 1912 errichteten Haus Nr. 18 angebracht.
An den später errichteten Häusern finden sich für den Jugendstil typische Balkone in verschiedenen Formen. An Haus Nummer 16, dem einzigen mit einem farbigen Freskenfries, wurde der Erdgeschoßbalkon mit Fenstern zu einer Veranda geschlossen. Haus Nummer 20 hat im Erdgeschoß statt des Balkons einen geschlossenen Erker, der einen Balkon mit Jugendstilgitter trägt.
Eine Gedenktafel an Haus Nummer 12 erinnert an das Wohn- und Sterbehaus des Schriftstellers Franz Keim, Namensgeber der Straße.
Der Architekt lebte selbst in der Anlage und verkaufte die Häuser nach und nach. In seinem Besitz war bis zum Jahre 1932 das Haus Nr. 14 und die letzten Lebensjahre bis 1935 verbrachte er im Haus Nr. 16, das nach seinem Tod bis 1936 von seiner Witwe bewohnt wurde.
Eine Restaurierung des Ensembles erfolgte im Jahr 1979.

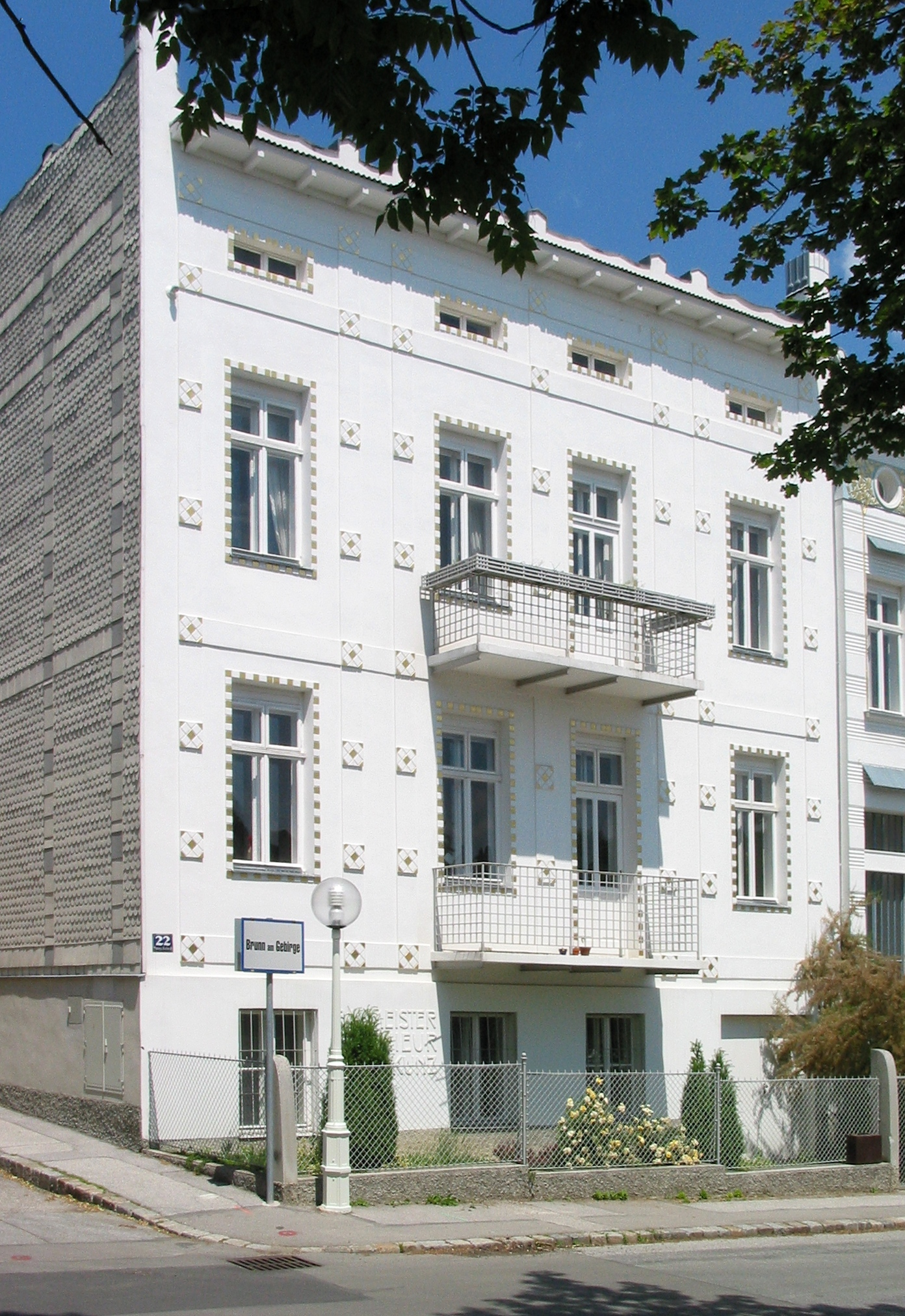
22
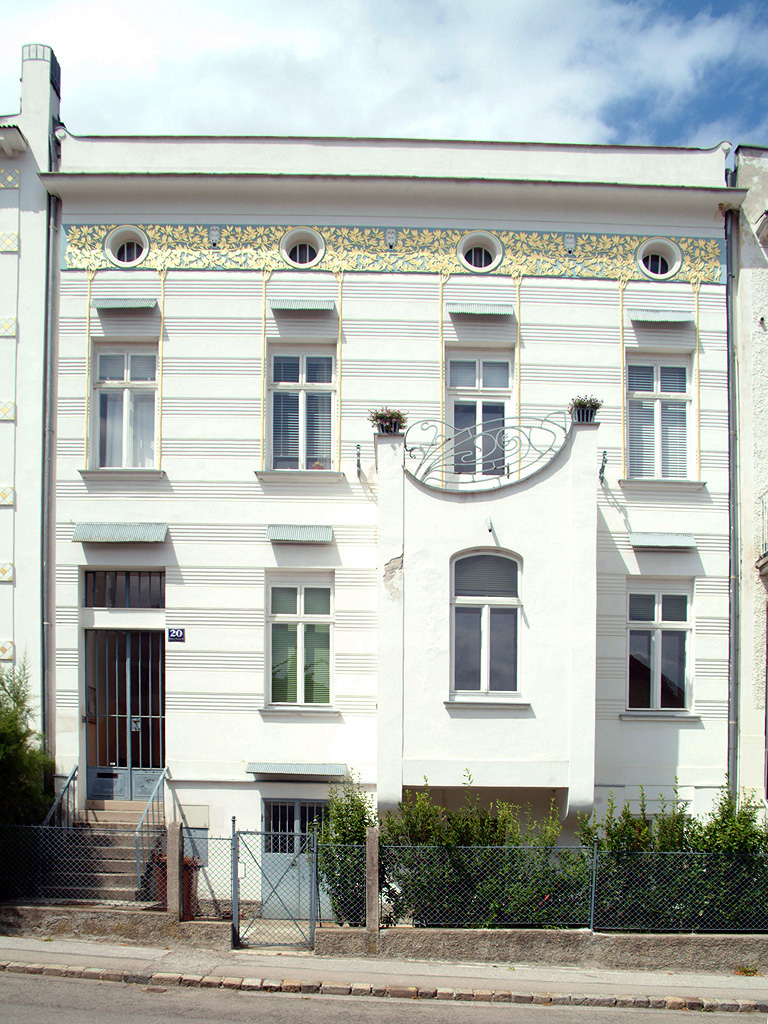
20
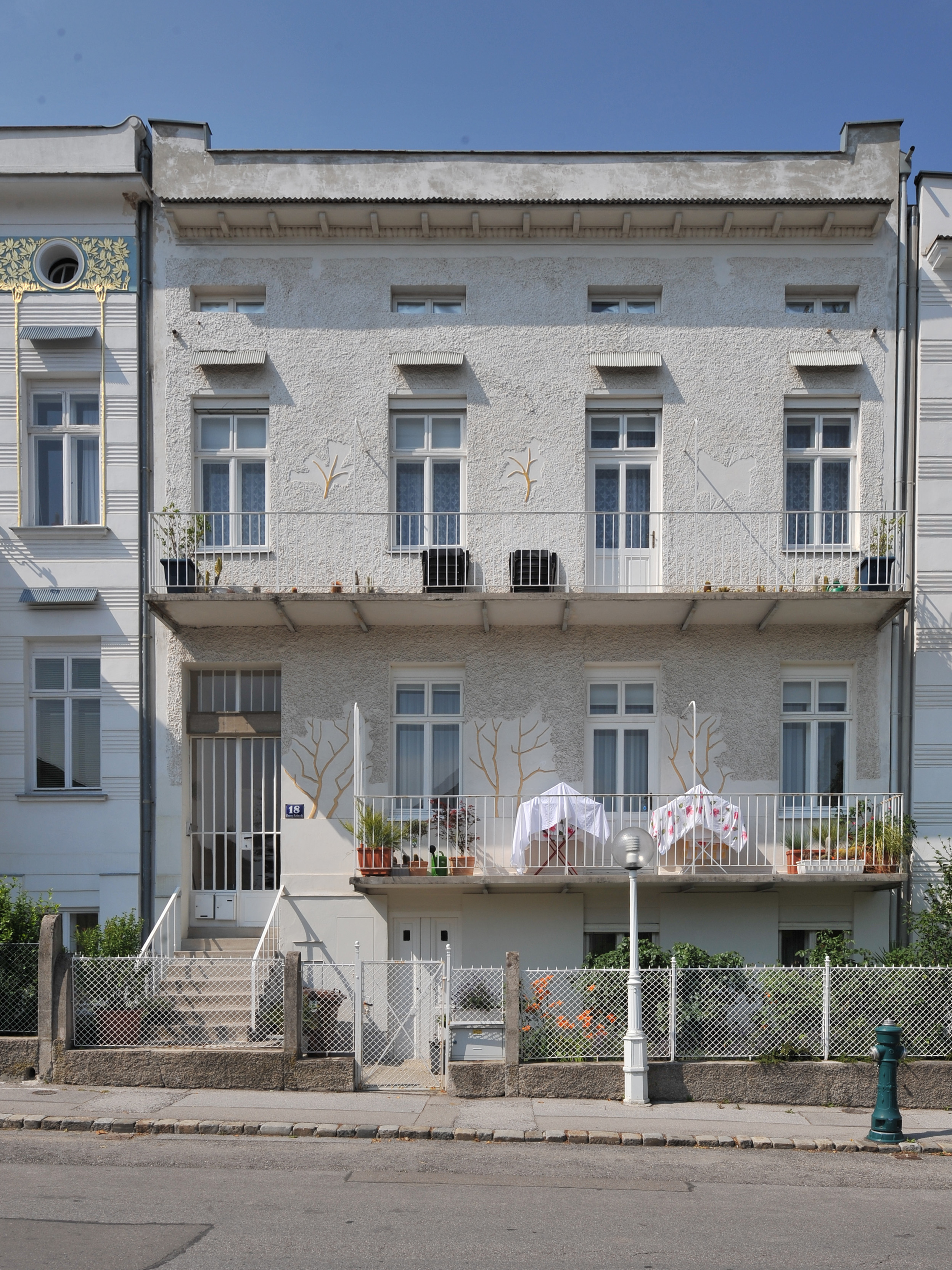
18
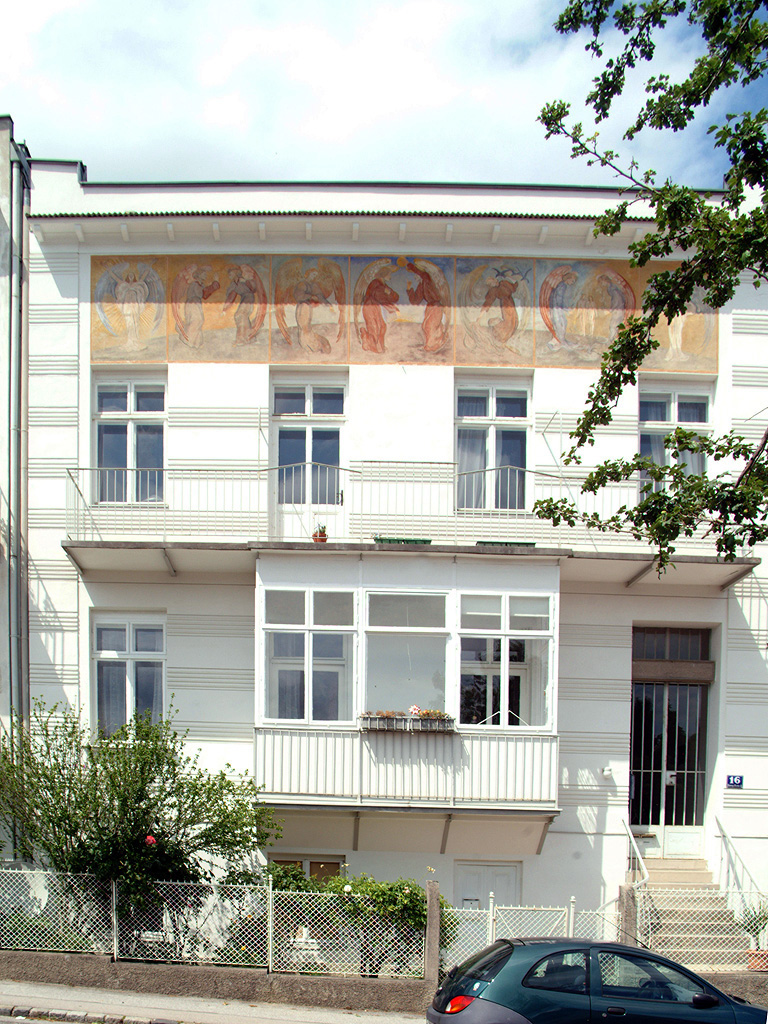
16
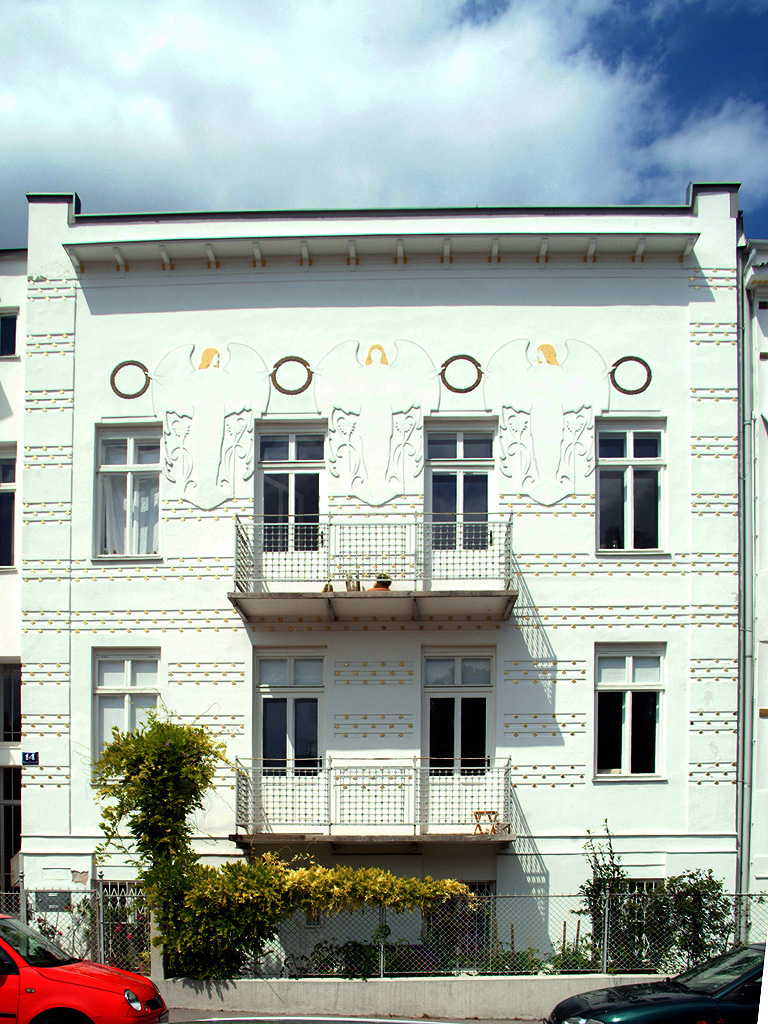
14
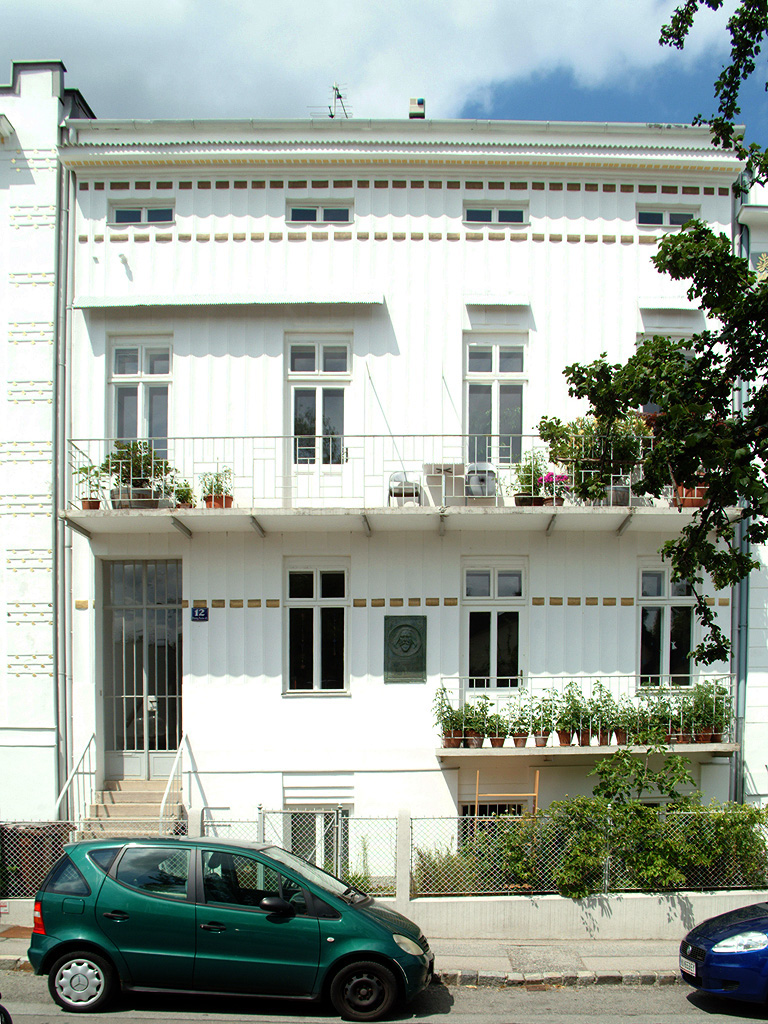
12
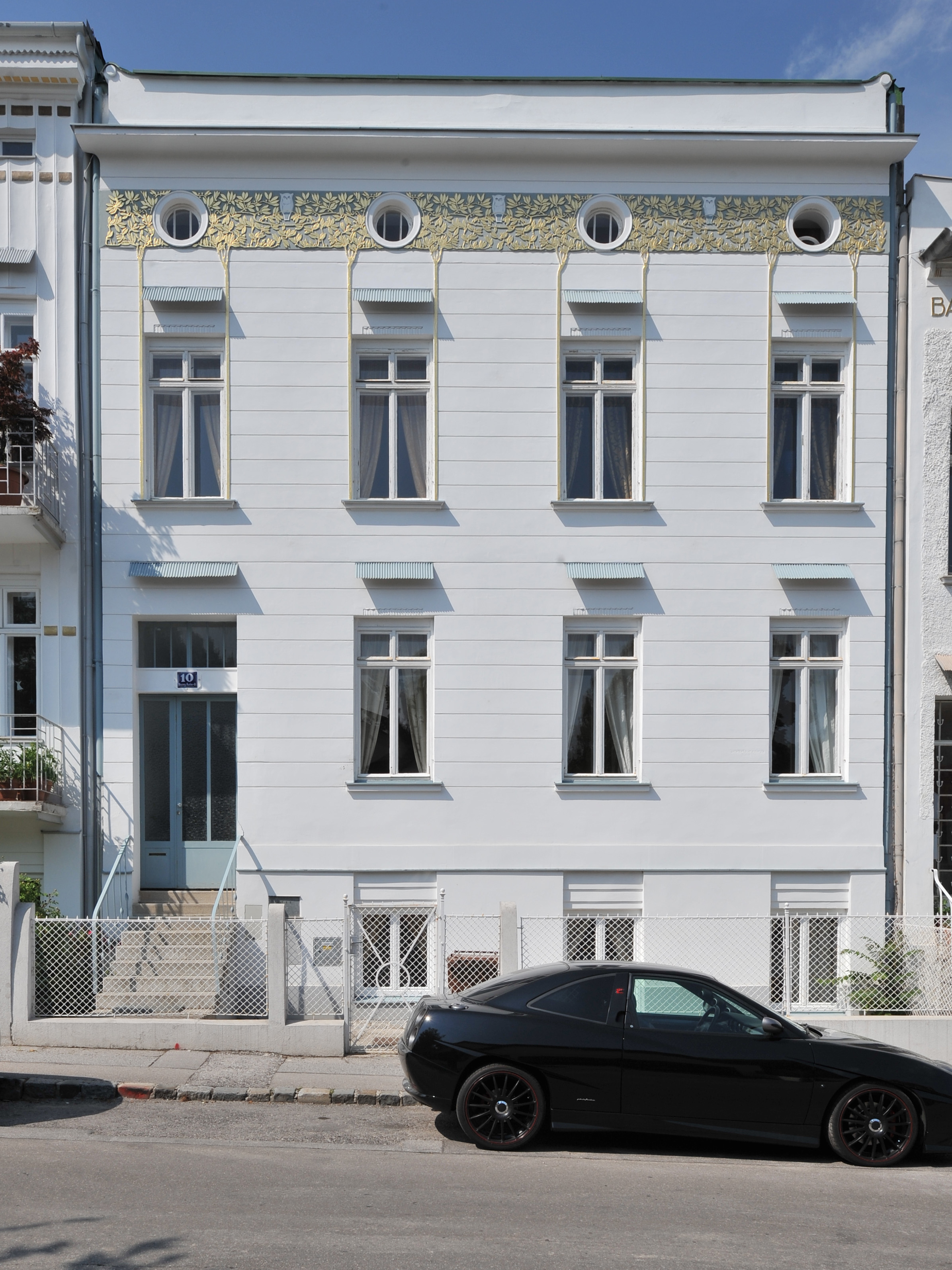
10
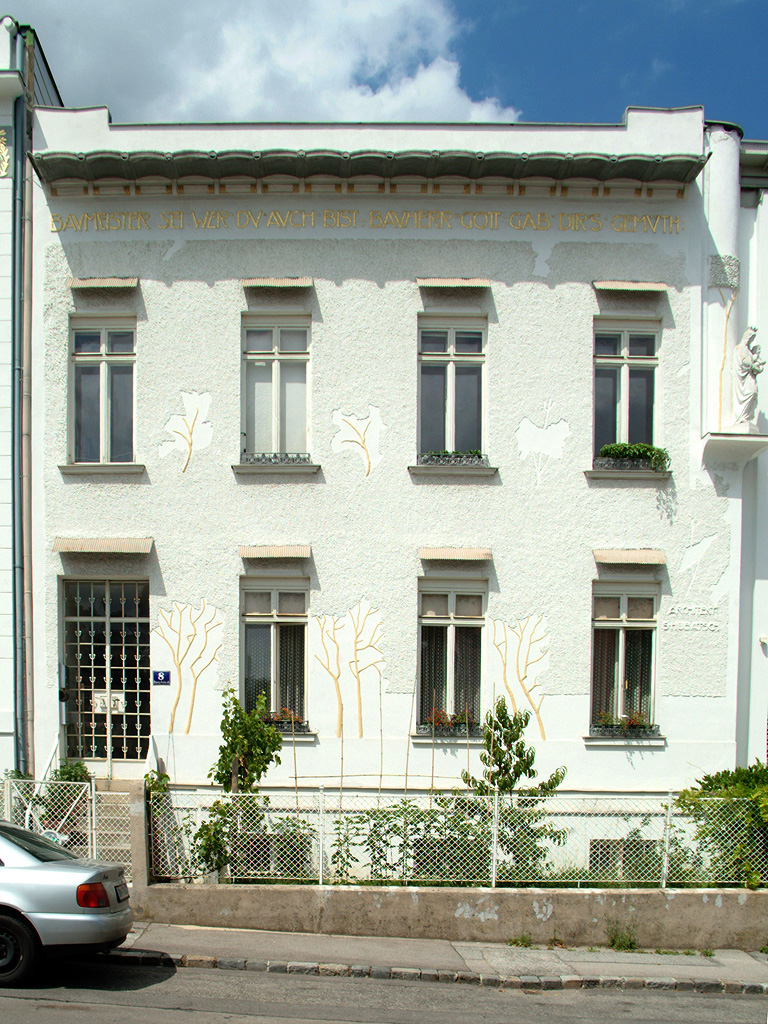
8
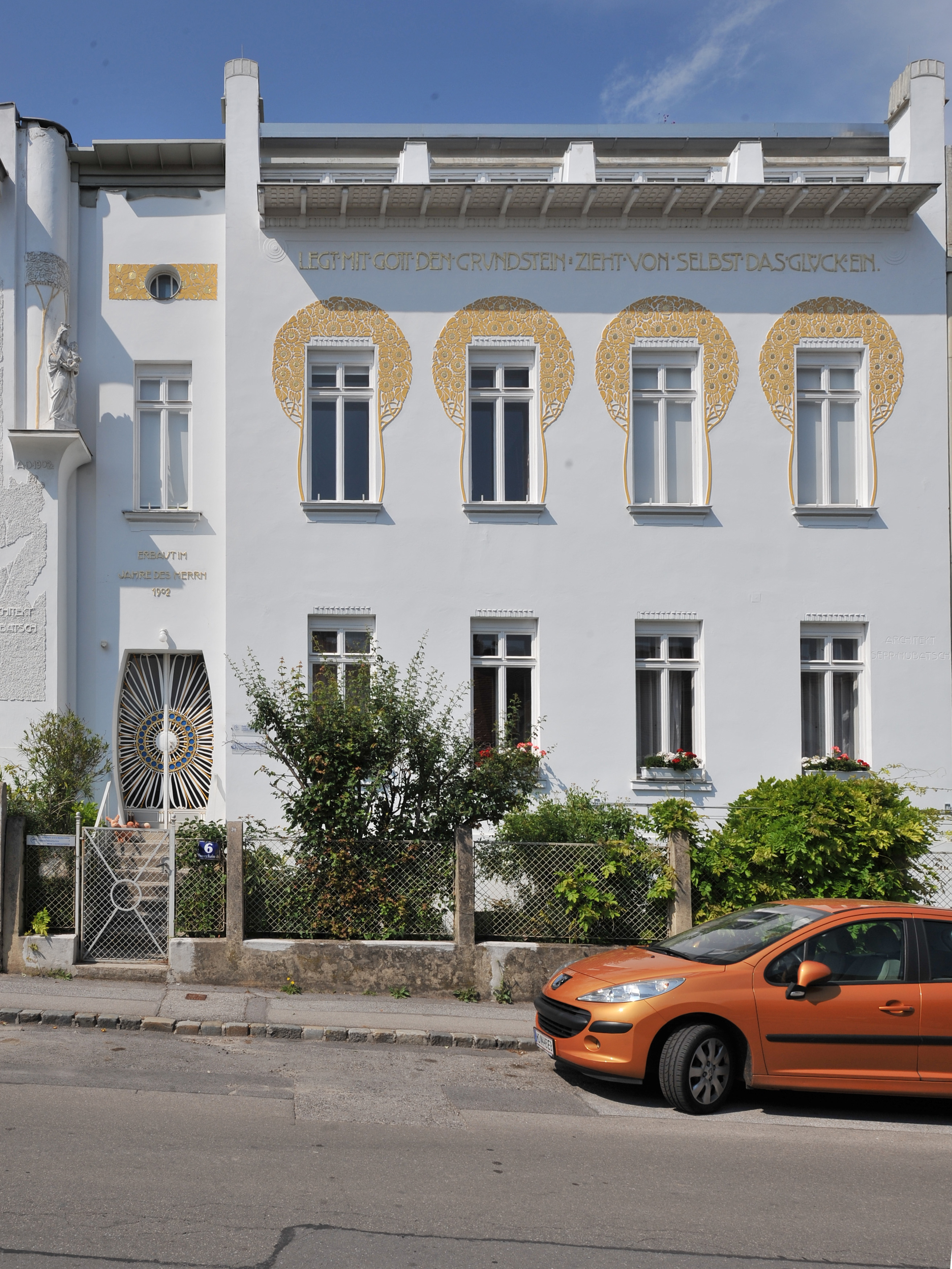
6
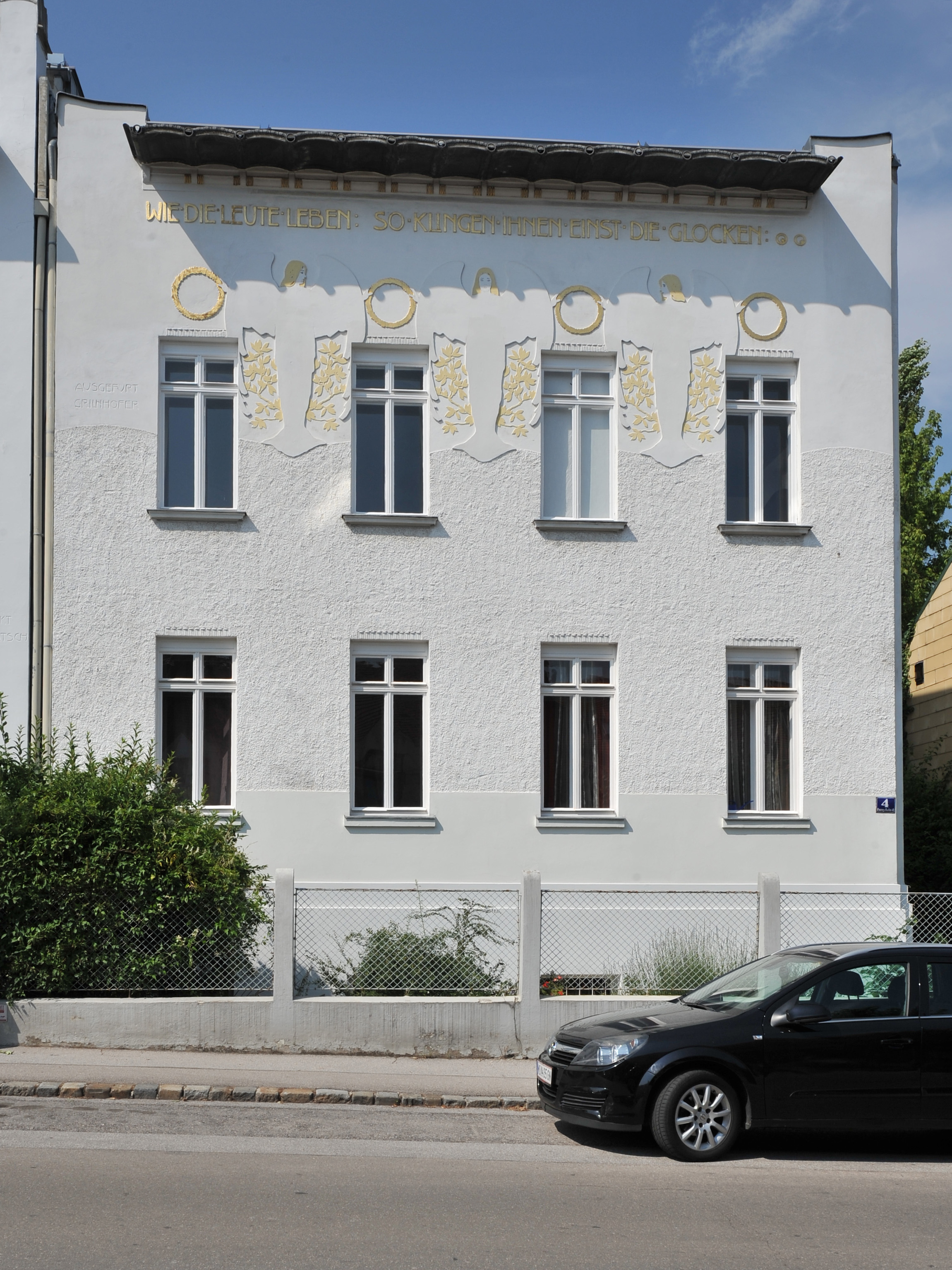
4